# A Challenger űrrepülőgép emlékműve
A Challenger űrrepülőgép emlékműve (Space Shuttle Challenger Memorial) az Arlingtoni Nemzeti Temetőben áll. Az emlékmű a Challenger-katasztrófában elhunyt amerikai űrhajósok előtt tiszteleg.
1986. január 28-án a Challenger űrrepülőgép, alig 73 másodperccel felszállása után felrobbant, a legénység valamennyi tagja életét vesztette. A roncsokat és egyéb maradványokat két hónap alatt gyűjtötték össze az Atlanti-óceán fenekéről. 1986. május 20-án a hét asztronauta összekeveredett, megégett maradványait a 46. parcella 1129-es sírjába temették.
Az emléktábla felállításáról Amerikai Egyesült Államok Kongresszusa döntött 1986 júniusában. A tervezésbe bevonták az amerikai űrkutatási ügynökséget, és 1987. március 21-én felállították a legénység emléktábláját. Az avatáson 400 családtag és más gyászoló mellett részt vett Barbara Bush is. Az emlékművet George H. W. Bush és James C. Fletcher, a NASA vezetője leplezte le.
Az avatási ceremónián Bush kijelentette: „Azért gyűltünk össze ezen a megszentelt földön, hogy tisztelegjünk a hét űrhajós előtt, aki meghozta a végső áldozatot hazájáért. Ígérem, nem fogunk felejteni. A(z) (űrsikló)programot életben tartjuk. Teljesítjük a nagy utazást.”
A vermonti márványtömbre rögzített bronztáblát Sarah LeClerc, a hadsereg heraldikai intézetének munkatársa tervezte, és Donald Borja készítette el. Közepén egy hétágú csillag és a startoló űrsikló látható. A csillag csúcsaiból húzott vonalak hét részre bontják a tábla felső részét, mindegyikben egy-egy asztronauta arcképe van. A tömb másik oldalán John Gillespie Magee egykori kanadai vadászgéppilóta High Flight című verse olvasható. A verset Ronald Reagan amerikai elnök is megemlítette a nemzethez intézett beszédében a katasztrófa másnapján. Az emlékművet néhány méterre a Columbia űrsikló tragédiájára emlékeztető dombormű mellett állították fel.
Donald Borja később úgy emlékezett vissza az emlékmű készítésére, hogy Christa McAuliffe férjének kivételével, aki túl zaklatott volt a látogatáshoz, valamennyi elhunyt házastársa felkereste őt, és amikor megnézték a készülő emléktáblát, szinte mindegyikük azt kérte, „adjon a szerettüknek csak egy kicsivel nagyobb mosolyt”.